# Presidenti della Basilicata
I presidenti della giunta regionale, dal 1970 al 1999, erano eletti dal consiglio regionale. In seguito alla Riforma del 1999, l'elezione del presidente della Regione avviene per suffragio universale e diretto.

## Elenco
| Nº                                           | Presidente (Nascita-Morte) | Presidente (Nascita-Morte) | Presidente (Nascita-Morte)                   | Partito                                      | Giunta                                   | Composizione     | Composizione                                    | Mandato          | Mandato          | Legislatura |
| Nº                                           | Presidente (Nascita-Morte) | Presidente (Nascita-Morte) | Presidente (Nascita-Morte)                   | Partito                                      | Giunta                                   | Composizione     | Composizione                                    | Inizio           | Fine             | Legislatura |
| -------------------------------------------- | -------------------------- | -------------------------- | -------------------------------------------- | -------------------------------------------- | ---------------------------------------- | ---------------- | ----------------------------------------------- | ---------------- | ---------------- | ----------- |
| 1                                            |                            |                            | Vincenzo Verrastro (1919-2004)               | Democrazia Cristiana                         | Verrastro I                              |                  | Centro-sinistra "organico" (DC-PSI-PSDI)        | 7 giugno 1970    | 16 giugno 1975   | I (1970)    |
| 1                                            | Verrastro II               |                            | Vincenzo Verrastro (1919-2004)               | Democrazia Cristiana                         | Centro-sinistra "organico" (DC-PSI-PSDI) | 16 giugno 1975   | 8 maggio 1980                                   | II (1975)        |                  |             |
| 1                                            | Verrastro III              |                            | Vincenzo Verrastro (1919-2004)               | Democrazia Cristiana                         | Centro-sinistra "organico" (DC-PSI-PSDI) | 8 maggio 1980    | 1º aprile 1982                                  | III (1980)       |                  |             |
| 2                                            |                            |                            | Carmelo Azzarà (1935-1999)                   | Democrazia Cristiana                         | Centro-sinistra "organico" (DC-PSI-PSDI) | Azzarà           | 1º aprile 1982                                  | III (1980)       | 12 maggio 1985   |             |
| 3                                            |                            |                            | Gaetano Michetti (1944-1999)                 | Democrazia Cristiana                         | Michetti                                 |                  | Centro-sinistra "organico" (DC-PSI-PSDI-PRI)    | 12 maggio 1985   | 7 maggio 1990    | IV (1985)   |
| 4                                            |                            |                            | Antonio Boccia (1944)                        | Partito Popolare Italiano                    | Boccia                                   |                  | Centro-sinistra "organico" (DC-PSI-PSDI)        | 7 maggio 1990    | 15 giugno 1995   | V (1990)    |
| Presidenti eletti direttamente dai cittadini |                            |                            |                                              |                                              |                                          |                  |                                                 |                  |                  |             |
| 5                                            |                            |                            | Angelo Raffaele Dinardo (1932-2015)          | Partito Popolare Italiano                    | Dinardo                                  |                  | L'Ulivo (PDS-PPI-FL-VA-PdD-FdV)                 | 15 giugno 1995   | 8 maggio 2000    | VI (1995)   |
| 6                                            |                            |                            | Filippo Bubbico (1954)                       | Democratici di Sinistra                      | Bubbico                                  |                  | L'Ulivo (PDS-PPI-Dem-UDEUR SDI-FdV-PRC-RI-PdCI) | 8 maggio 2000    | 6 maggio 2005    | VII (2000)  |
| 7                                            |                            |                            | Vito De Filippo (1963)                       | Partito Democratico                          | De Filippo I                             |                  | L'Unione (Ulivo-UDEUR-FdV SDI-PRC-PdCI-IdV)     | 6 maggio 2005    | 21 aprile 2010   | VIII (2005) |
| 7                                            | De Filippo II              |                            | Vito De Filippo (1963)                       | Partito Democratico                          | PD-IdV-UDC-PSI UDEUR-ApI-SEL             | 21 aprile 2010   | 24 aprile 2013                                  | IX (2010)        |                  |             |
| –                                            | De Filippo II              |                            |                                              | Agatino Mancusi (Vicepresidente f.f.) (1979) | PD-IdV-UDC-PSI UDEUR-ApI-SEL             | Unione di Centro | 24 aprile 2013                                  | IX (2010)        | 18 dicembre 2013 |             |
| 8                                            |                            |                            | Marcello Pittella (1962)                     | Partito Democratico                          | Pittella                                 |                  | PD-PSI-CD                                       | 18 dicembre 2013 | 24 gennaio 2019  | X (2013)    |
| –                                            |                            |                            | Flavia Franconi (Vicepresidente f.f.) (1947) | Partito Democratico                          | Pittella                                 | 24 gennaio 2019  | PD-PSI-CD                                       | 16 aprile 2019   |                  | X (2013)    |
| 9                                            |                            |                            | Vito Bardi (1951)                            | Forza Italia                                 | Bardi I                                  |                  | Lega-FI-FdI-IDeA-Civiche                        | 16 aprile 2019   | 24 maggio 2024   | XI (2019)   |
| 9                                            | Bardi II                   |                            | Vito Bardi (1951)                            | Forza Italia                                 | FdI-FI-Lega-Az-IV                        | 24 maggio 2024   | in carica                                       | XII (2024)       |                  |             |

## Presidenti per durata complessiva
| N. | Presidente              | Giorni in carica |
| -- | ----------------------- | ---------------- |
| 1  | Vincenzo Verrastro      | 4316             |
| 2  | Vito De Filippo         | 2910             |
| 3  | Vito Bardi              | 2308             |
| 4  | Antonio Boccia          | 1865             |
| 5  | Marcello Pittella       | 1863             |
| 6  | Filippo Bubbico         | 1824             |
| 7  | Gaetano Michetti        | 1821             |
| 8  | Angelo Raffaele Dinardo | 1789             |
| 9  | Carmelo Azzarà          | 1137             |
| -  | Agatino Mancusi (f.f.)  | 238              |
| -  | Flavia Franconi (f.f.)  | 202              |